# Вудбері (Кентуккі)
Вудбері (англ. Woodbury) — місто (англ. city) в США, в окрузі Батлер штату Кентуккі. Населення — 80 осіб (2020).

## Географія
Вудбері розташоване за координатами 37°11′0″ пн. ш. 86°38′6″ зх. д. / 37.18333° пн. ш. 86.63500° зх. д. (37.183225, -86.634943).  За даними Бюро перепису населення США в 2010 році місто мало площу 0,37 км², з яких 0,37 км² — суходіл та 0,00 км² — водойми.

### Клімат
| Клімат : Вудбері        | Клімат : Вудбері | Клімат : Вудбері | Клімат : Вудбері | Клімат : Вудбері | Клімат : Вудбері | Клімат : Вудбері | Клімат : Вудбері | Клімат : Вудбері | Клімат : Вудбері | Клімат : Вудбері | Клімат : Вудбері | Клімат : Вудбері | Клімат : Вудбері |
| Показник                | Січ.             | Лют.             | Бер.             | Квіт.            | Трав.            | Черв.            | Лип.             | Серп.            | Вер.             | Жовт.            | Лист.            | Груд.            | Рік              |
| Абсолютний максимум, °C | 23,3             | 30,0             | 30,0             | 33,3             | 36,1             | 38,3             | 41,1             | 40,6             | 37,2             | 34,4             | 28,3             | 23,3             | 41,1             |
| Середній максимум, °C   | 6,2              | 9,1              | 14,9             | 20,8             | 24,9             | 28,7             | 30,3             | 30,2             | 26,9             | 20,9             | 14,6             | 7,7              | 19,6             |
| Середній мінімум, °C    | −4,3             | −2,6             | 0,7              | 5,8              | 11,3             | 16,6             | 18,8             | 18,0             | 13,7             | 6,7              | 1,6              | −3               | 7,0              |
| Абсолютний мінімум, °C  | −26,7            | −23,3            | −16,7            | −6,7             | −1,1             | 3,9              | 8,3              | 5,0              | 0,6              | −5,6             | −14,4            | −26,1            | −26,7            |
| Норма опадів, мм        | 95               | 101              | 112              | 110              | 146              | 100              | 101              | 88               | 90               | 93               | 108              | 126              | 1270             |
| Днів з опадами          | 10,1             | 9,2              | 10,7             | 10,9             | 11,6             | 9,1              | 8,4              | 7,0              | 7,6              | 8,1              | 10,1             | 10,7             | 113,5            |
| Днів зі снігом          | 1,7              | 2,0              | 0,5              | 0                | 0                | 0                | 0                | 0                | 0                | 0                | 0                | 1,3              | 5,5              |
| ----------------------- | ---------------- | ---------------- | ---------------- | ---------------- | ---------------- | ---------------- | ---------------- | ---------------- | ---------------- | ---------------- | ---------------- | ---------------- | ---------------- |
| Джерело: NOAA           |                  |                  |                  |                  |                  |                  |                  |                  |                  |                  |                  |                  |                  |

## Демографія
Згідно з переписом 2010 року, у місті мешкало 90 осіб у 36 домогосподарствах у складі 28 родин. Густота населення становила 245 осіб/км².  Було 43 помешкання (117/км²).
Расовий склад населення:
| - 98,9 % — білих |

До двох чи більше рас належало 1,1 %. Частка іспаномовних становила 0,0 % від усіх жителів.
За віковим діапазоном населення розподілялося таким чином: 15,6 % — особи молодші 18 років, 70,0 % — особи у віці 18—64 років, 14,4 % — особи у віці 65 років та старші. Медіана віку мешканця становила 43,0 року. На 100 осіб жіночої статі у місті припадало 76,5 чоловіків;  на 100 жінок у віці від 18 років та старших — 85,4 чоловіків також старших 18 років.
За межею бідності перебувало 40,2 % осіб, у тому числі 76,7 % дітей у віці до 18 років та 0,0 % осіб у віці 65 років та старших.
Цивільне працевлаштоване населення становило 33 особи. Основні галузі зайнятості: виробництво — 27,3 %, інформація — 21,2 %, роздрібна торгівля — 15,2 %, освіта, охорона здоров'я та соціальна допомога — 15,2 %.